# Centris escomeli
Centris escomeli är en biart som beskrevs av Cockerell 1926. Centris escomeli ingår i släktet Centris och familjen långtungebin. Inga underarter finns listade.